# Saint-Pierre-de-Salerne
Saint-Pierre-de-Salerne is een gemeente in het Franse departement Eure (regio Normandië) en telt 204 inwoners (1999). De plaats maakt deel uit van het arrondissement Bernay.

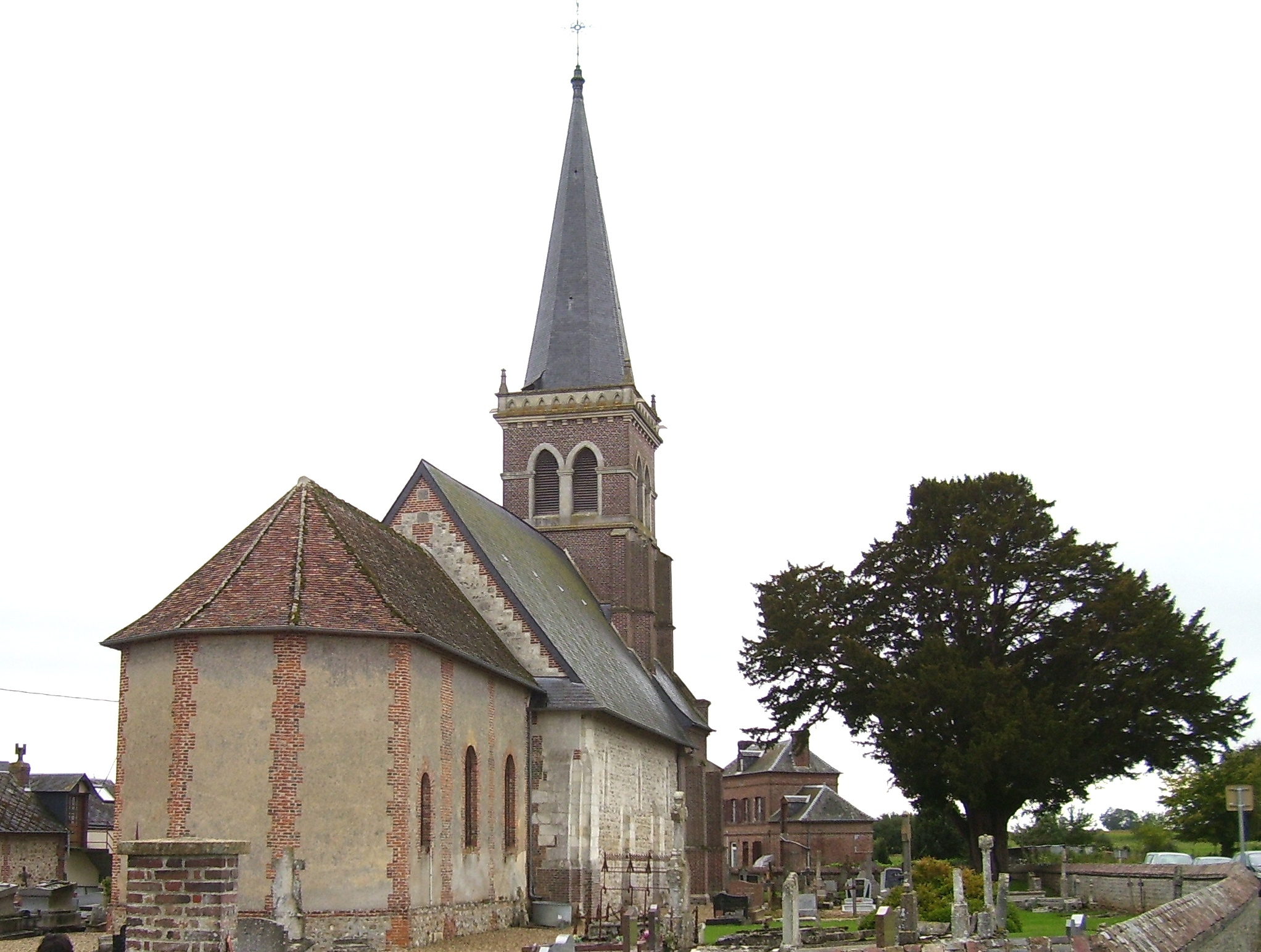
Kerk van Saint-Pierre-de-Salerne
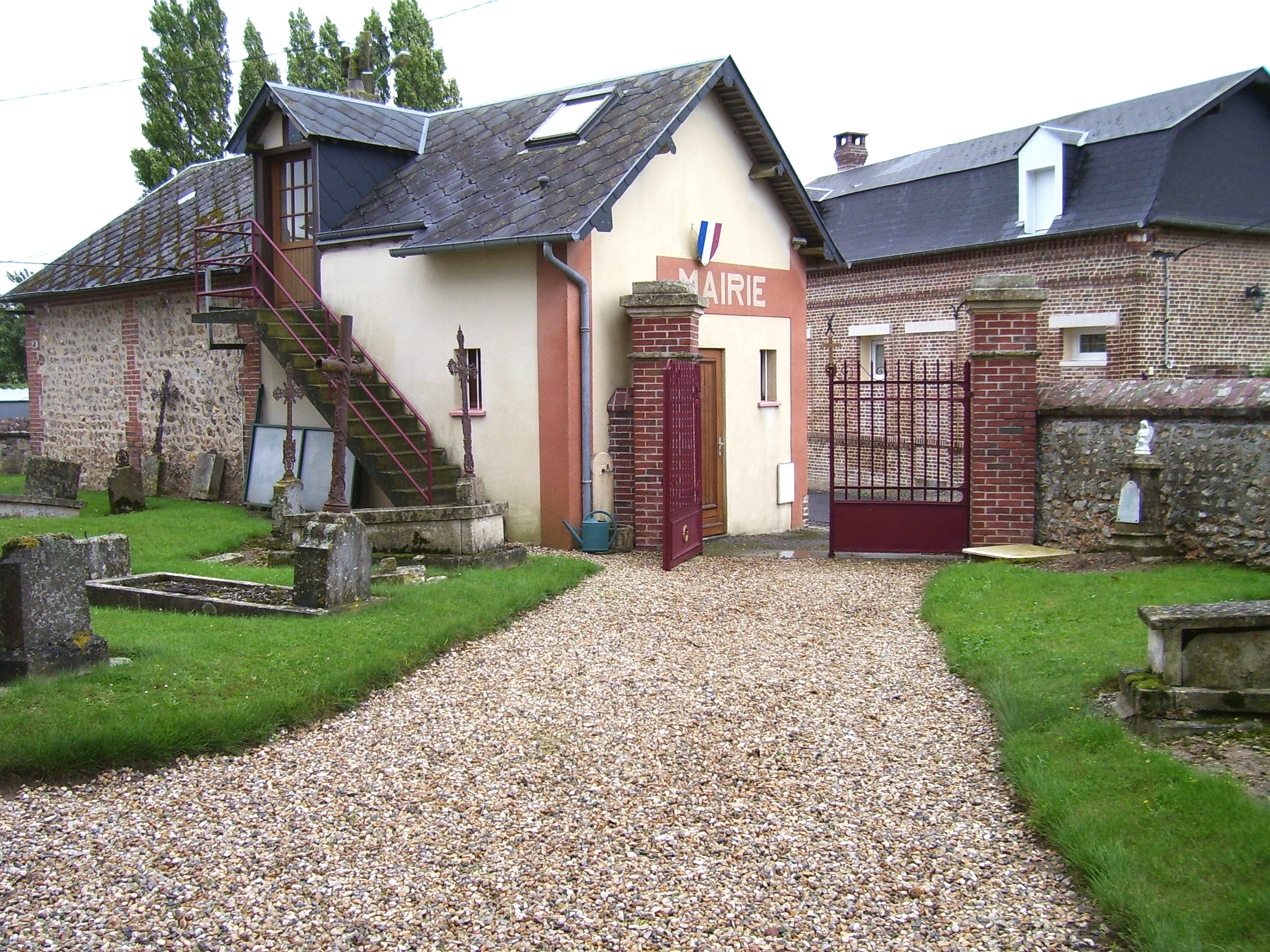
Gemeentehuis

## Geografie
De oppervlakte van Saint-Pierre-de-Salerne bedraagt 7,0 km², de bevolkingsdichtheid is 29,1 inwoners per km².
De onderstaande kaart toont de ligging van Saint-Pierre-de-Salerne met de belangrijkste infrastructuur en aangrenzende gemeenten.

## Demografie
Onderstaande figuur toont het verloop van het inwonertal (bron: INSEE-tellingen).